# Annaphila lithosina
Annaphila lithosina là một loài bướm đêm trong họ Noctuidae.